# Broutard

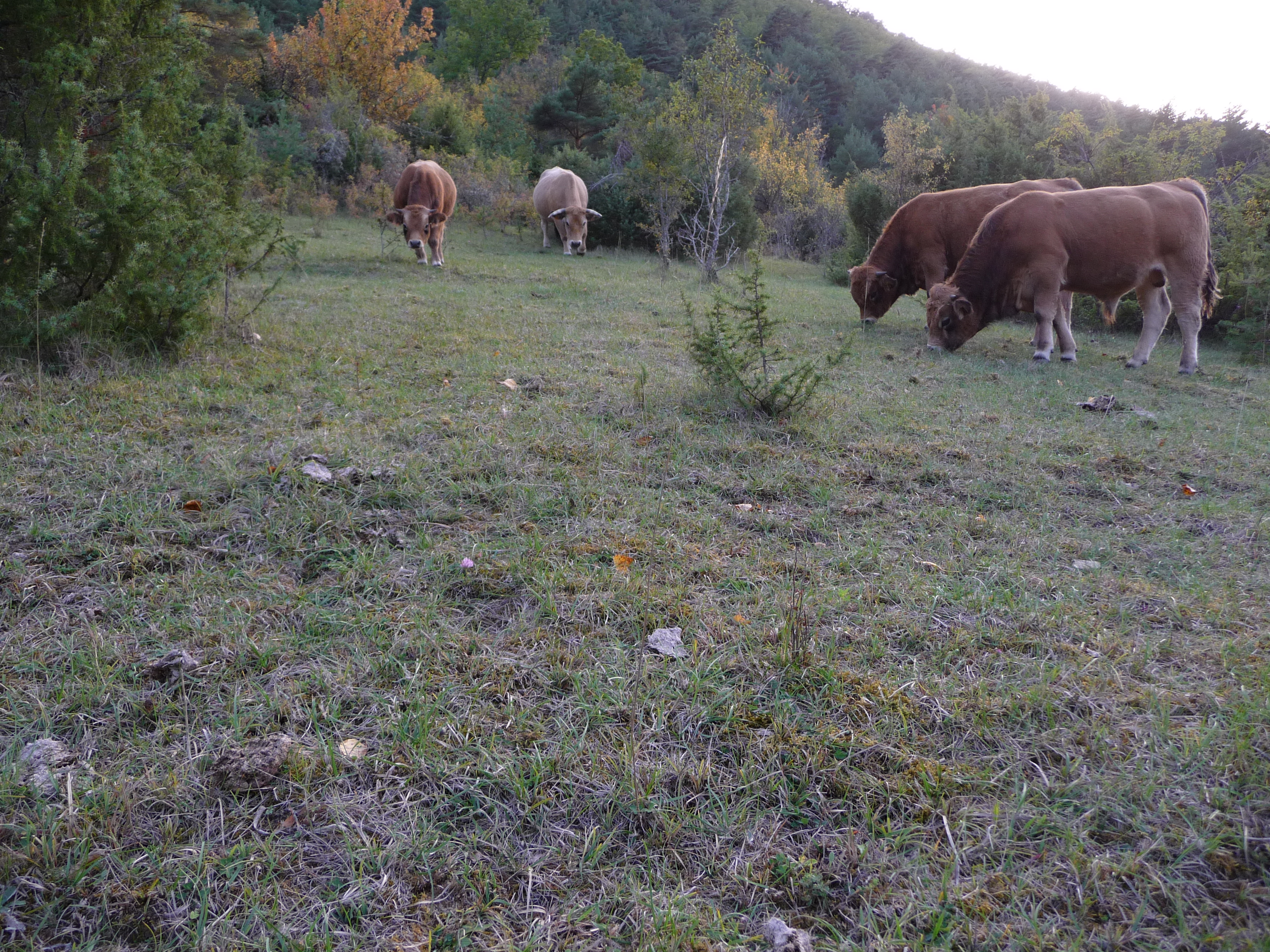
Seul un apport journalier de sel sera nécessaire pour ces broutards du sud Aveyron.

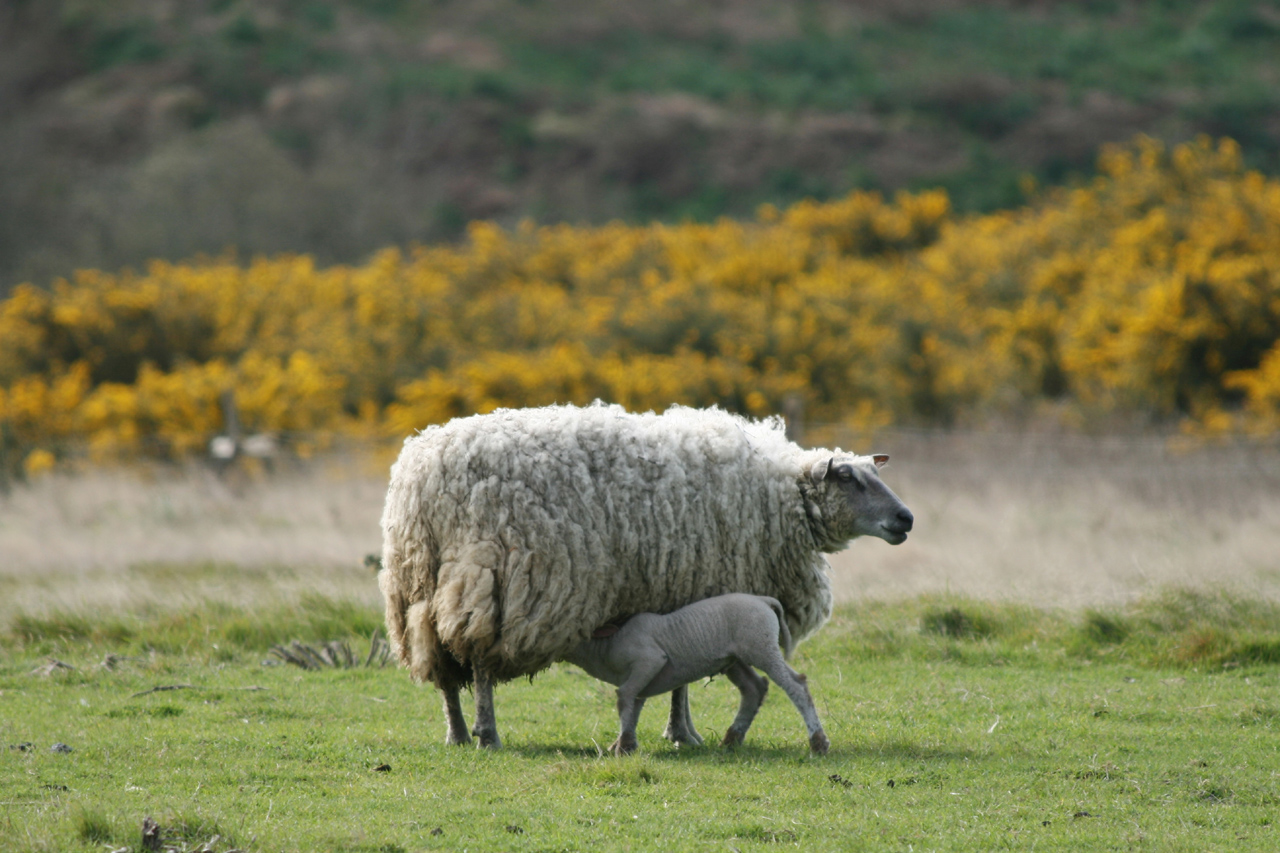
Brebis nourrissant son agneau.

Un broutard (de brouter) est un jeune bovin ou un jeune ovin de race à viande, qui se nourrit de lait maternel et d'herbe dans les pâturages jusqu'à son sevrage. Pour les femelles, on emploie également le terme « broutarde ». 
Il peut parfois recevoir une ration complémentaire si l'éleveur ou l'éleveuse le juge nécessaire.
Le veau broutard fournit une viande rosée. Ce type d'élevage extensif fait partie du pastoralisme.
L'agneau « broutard » est abattu entre 4 mois et demi et 12 mois. Le plus connu étant l'agneau de prés-salés qui doit avoir au moins 3 mois de pâturages avant d'être abattu. Sa saison de consommation se situe donc de septembre à octobre environ.